# Sansa (film, 2003)
Pour les articles homonymes, voir Sansa (homonymie).
Pour plus de détails, voir Fiche technique et Distribution.
Sansa est un film français réalisé par Siegfried, dit Sig, sorti en 2003.
C'est une chronique des tribulations d'un jeune peintre des rues à travers le monde, au fil de ses rencontres, des paysages qu'il traverse. Roschdy Zem tient le rôle principal. Siegfried a également composé la musique du film avec le violoniste Ivry Gitlis, qui joue son propre rôle dans le film.

## Fiche technique
- Titre : Sansa
- Réalisation : Siegfried
- Scénario : Siegfried
- Photographie : Vincent Buron, Siegfried
- Montage : Hervé Schneid
- Musique : Ivry Gitlis, Siegfried
- Son : Jean-Luc Audy et Olivier Busson
- Costumes : Françoise Clavel
- Producteur :  Jean Cazes, Mate Cantero, Julie Flament, Stéphane Sorlat
- Société de production : Arte France Cinéma, Initial Productions, Mate Producciones S.A., Vagabondages Co.
- Société de distribution : ID Distribution
- Pays d'origine :  France
- Langue : français, anglais, espagnol, italien, russe, portugais, hongrois
- Format : couleur — 35 mm — Dolby
- Genre : drame
- Durée : 116 minutes (1 h 56)
- Date de sortie :
  - France : 16 mai 2003 (Festival de Cannes - Quinzaine des réalisateurs)
  - Canada : 6 septembre 2003 (Festival international du film de Toronto)
  - Japon : 5 novembre 2003 (Festival international du film de Tokyo)

## Distribution
- Roschdy Zem : Sansa
- Ivry Gitlis : Monsieur Click
- Emma Suárez : Emita
- Silke : Palma
- Valentina Cervi : Valentina
- Rita Durão : Chloé
- Ayako Fujitani : June
- Georges Abe : Georges
- Bassem Samra : Ahmed
- Amar Attia : le CRS
- Martha Argerich : elle-même
- Liz Lobato :
- Bénédicte Loyen :
- Antoine du Merle : Gaby
- Zay Nuba :